# Gemma New
Gemma New (Wellington, Nueva Zelanda, 27 de diciembre de 1986) es una directora de orquesta neozelandesa.

## Biografía
Nacida en una familia dedicada a la música, New comenzó sus estudios de violín a los 5 años y los de piano a los 8. A los 12 años, tocaba en una orquesta juvenil en Wellington. Cuando era adolescente, dirigió la Orquesta Juvenil de Christchurch. New asistió a Samuel Marsden Collegiate School, en Karori, Wellington, de 1991 a 2004.
Estudió física, matemáticas y música en la Universidad de Canterbury, donde se graduó. Más adelante obtuvo el título de posgrado en música en el Instituto Peabody de Baltimore, Maryland.
Gemma New fundó y dirigió el grupo musical de Maryland Lunar Ensemble, con el que ha estrenado 26 composiciones. Dirigió como asistente la Orquesta Sinfónica de Nueva Jersey de 2011 a 2016. En la temporada 2014-2015, fue miembro de la dirección de Dudamel con la Orquesta Filarmónica de Los Ángeles.
En mayo de 2015, la Orquesta Filarmónica de Hamilton (HPO) nombró a New como su directora musical, la primera directora femenina nombrada para el puesto. Fue su primera dirección musical. Su primera actuación en el cargo fue en febrero de 2016. En mayo de 2017, la HPO extendió el contrato de New como directora musical hasta la temporada 2020-2021. Se ha vuelto a prorrogar hasta 2024. 
En 2016, New fue nombrada directora residente de la Orquesta Sinfónica de St. Louis (SLSO) y directora musical de la Orquesta Sinfónica Juvenil de Saint Louis. En septiembre de 2018, New dirigió los conciertos de apertura de la temporada 2018-2019 de la SLSO, siendo la primera directora femenina en hacerlo. Se retiró de sus puestos en St. Louis al final de la temporada 2019-2020. En octubre de 2018, la Orquesta Sinfónica de Dallas anunció el nombramiento de New como su próxima directora invitada principal, la primera directora femenina en ostentar el título, a partir de la temporada 2019-2020.
En marzo de 2021, la Fundación Solti de Estados Unidos otorgó a New el Premio de Dirección Sir Georg Solti. Ese mismo mes debutó en España con la Euskadiko Orkestra.